# Johann Wilhelm von Göbel

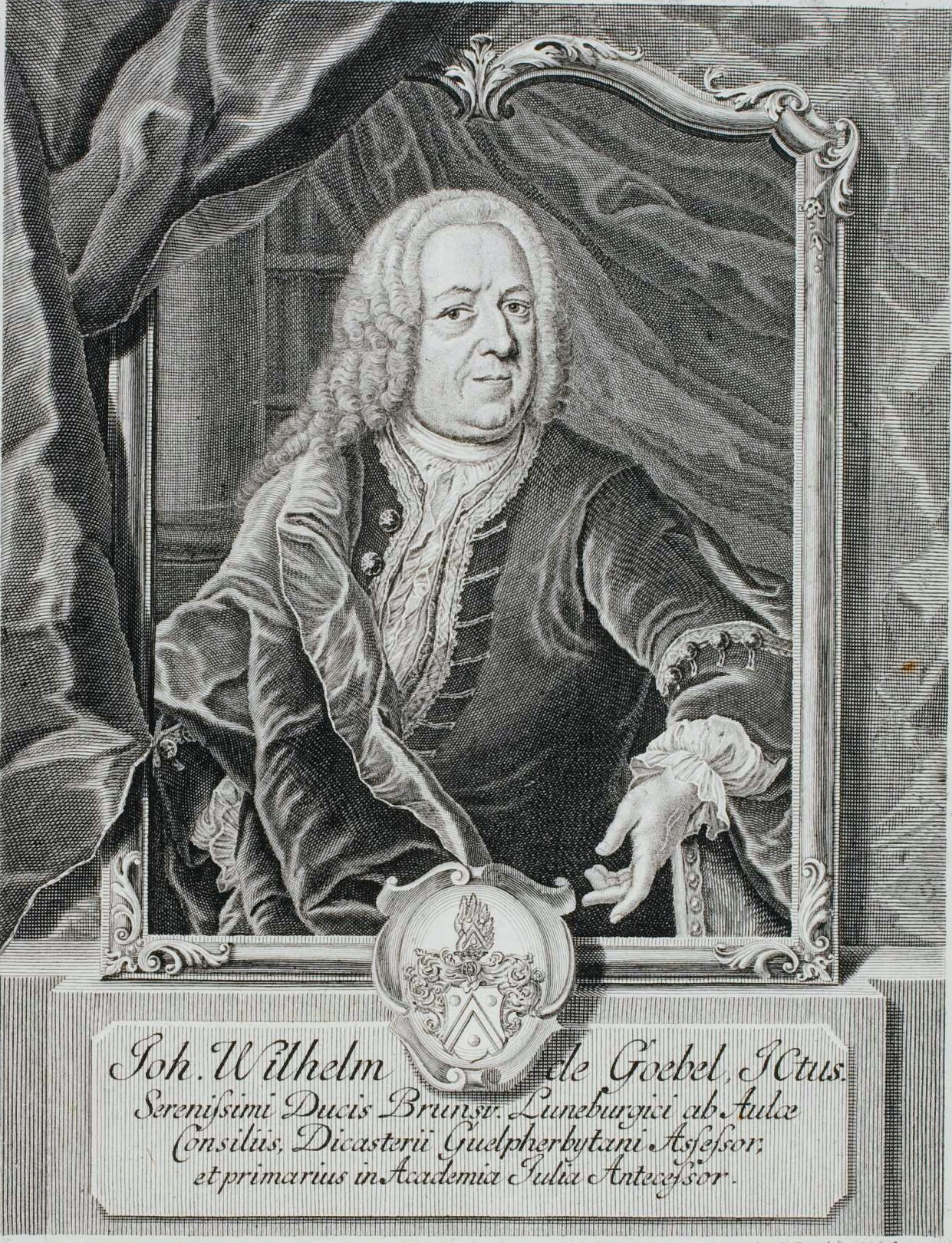
Johann Wilhelm von Goebel

Johann Wilhelm von Göbel, auch Johann Wilhelm von Goebel (* 21. März 1683 in Höxter; † 6. März 1745 in Helmstedt) war ein deutscher Jurist und Hochschullehrer an der Universität Helmstedt.

## Leben
Göbel, der Sohn des Predigers Franciscus Göbel aus Amelunxen und der Anna Sophia geb. Schwanenflügel studierte Rechtswissenschaften und Theologie in Jena, Königsberg, Rinteln und Helmstedt. Nach Tätigkeiten als Hauslehrer der Söhne von Hofrat Müller in Helmstedt und Erzieher eines Sohnes des General von Bülow in Utrecht und Leiden ging Göbel zunächst nach Straßburg, wo die Juristen Ulrich Obrecht und Johann Georg Scherz zu seinem Freundeskreis zählten, und dann als Advokat nach Hannover. Dort wirkte er als Mitarbeiter von Gottfried Wilhelm Leibniz bei der Edition einer bereinigten Ausgabe des Corpus Juris Civilis.
1716 promovierte er in Basel zum Doktor der Rechte und erhielt einen Ruf auf einen Lehrstuhl an der juristischen Fakultät der Universität Helmstedt. 1730 wurde er für seine Verdienste in den Adelsstand erhoben. Im gleichen Jahr wurde er Hofrat und Beisitzer am Hofgericht Braunschweig. Ebenfalls 1730 heiratete er Sophia Dorothea Comtesse de Lippe (1692–1755), eine Tochter des braunschweig-wolfenbüttelschen Generalleutnants Georg zur Lippe-Brake zu Holzminden († 1703) und der Agnes Dorothea Marie geb. Sauermann († 1696), sowie Enkelin des regierenden Grafen Otto zur Lippe-Brake († 1657). Beim Tod ihres Vaters im Jahr 1703 hatte ihr Cousin, der regierende Graf Rudolph zur Lippe-Brake († 1707), ihr und ihren beiden Schwestern eine Dotation von 3000 Talern zuerkannt. Aus der Ehe gingen drei Töchter und zwei Söhne hervor.
Seit 1726 war Göbel auswärtiges Mitglied der Königlich Preußischen Sozietät der Wissenschaften.
Die rechtswissenschaftlichen Arbeiten Göbels befassten sich unter anderem mit dem Staatsrecht und dem Privatrecht. Sie genossen hohes zeitgenössisches Ansehen. Hervorzuheben ist seine Sammlung und Neuherausgabe der Schriften Hermann Conrings, die er mit eigenen Anmerkungen versah und 1730 in sieben Foliobänden veröffentlichte.

## Werke (Auswahl)
- Tractatus De Jure Et Judicio Rusticorum Fori Germanici. Förster, Helmstedt 1723. (Digitalisat)
- Dissertatio academica de feudis extra curtem. Schnorr, Helmstedt 1725. (Digitalisat)
- Hermanni Conringii Opera. Hrsg. und mit Anmerkungen von Johann Wilhelm Goebel, 7 Bände, Meyer, Braunschweig 1730
- Gründliche und vollständige Abhandlungen aus dem Staats-Rechte und den Geschichten wie auch allen andern Theilen der Rechts-Gelehrsamkeit. Weygand Helmstedt 1737. (Digitalisat)
- Tractatio de advocatia armata, Von der Schutz- und Schirms-Gerechtigkeit. Kröker, Jena 1742, (Digitalisat)